# Atractodes laphroscopoides
Atractodes laphroscopoides är en stekelart som först beskrevs av Henry Lorenz Viereck 1905.  Atractodes laphroscopoides ingår i släktet Atractodes och familjen brokparasitsteklar. Inga underarter finns listade.